# Kármelhegyi Boldogasszony-templom (Santa Clara)
A Kármelhegyi Boldogasszony-templom (Iglesia de Nuestra Señora del Carmen) a kubai Santa Clarában, az Avenida Máximo Gómez és a Callejón del Carmen közötti kis téren áll.

## Története
A templom Villa Clara tartomány egyik legrégebbi keresztény vallási építménye. A neoklasszikus imahelyet 1748-ban szentelték fel. Az épület börtönként működött a kubai függetlenségi háború alatt. A harangtornyot 1846-ban építették.
A templomnak helyet adó terület, amely ma a Carmen park (Parque del Carmen) nevet viseli, volt az a hely, ahol egy pap, valamint a közeli Remediosból származó 18 család megalapította Santa Clarát 1689. július 15-én. Erre egy tamarindfa és egy kis emlékmű utal a parkban. Utóbbin feltüntették a városlapító családok nevét. A park és a templom egyaránt nemzeti műemléknek számít.